# Yushu-Erdbeben 2010
Das Yushu-Erdbeben 2010 war ein starkes Erdbeben mit der Magnitude 6,9 Mw im Autonomen Bezirk Yushu der Tibeter in der Provinz Qinghai am 13. April 2010. Das Erdbeben ereignete sich um 23:49:47 Uhr UTC (7:49:47 Uhr Ortszeit am 14. April 2010).

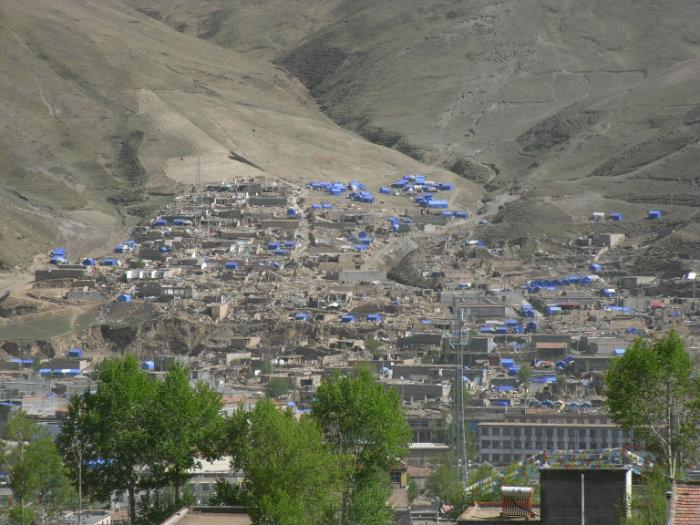
Ein zerstörtes Stadtrandviertel in Gyêgu

Das Epizentrum des Bebens lag nur 31,5 km nordwestlich des Bezirkshauptorts Gyêgu (Jiegu/Jyekundo), 240 km nordnordwestlich der osttibetischen Großgemeinde Chengguan und 1905 km westsüdwestlich von Peking. Das Zentrum des Bebens lag in etwa siebzehn Kilometer Tiefe. Die chinesischen Seismologen gaben die Magnitude mit 7,1 und die Tiefe des Hypozentrums mit 33 km an. In den fünf Tagen seit dem Erdbeben wurden zahlreiche weitere Nachbeben gemessen, wobei bis auf eines der Magnitude 6,3 alle unter 5,0 Mw lagen.

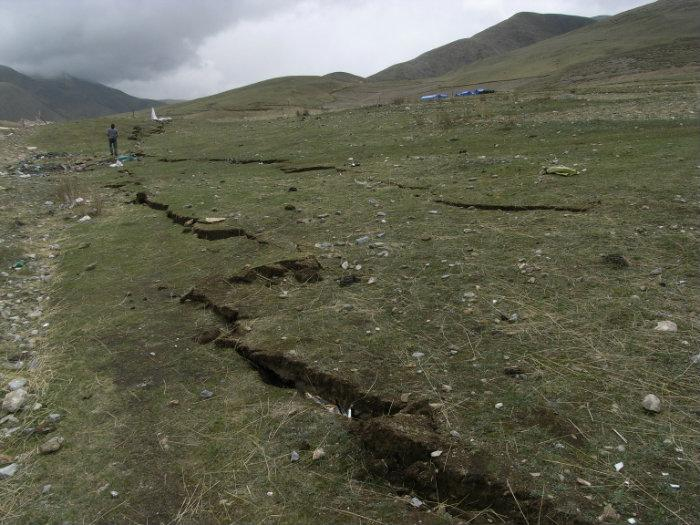
Erdbebenrisse in der Landschaft

Gemäß abschließenden Berichten vom 31. Mai 2010 lag die Zahl der Opfer bei 2.698 Toten und 270 Vermissten. Unter der betroffenen Bevölkerung gab es mehr als 12.135 Verletzte; darunter waren 1.434 Schwerverletzte.
Das Epizentrum des Bebens lag somit in der Stadt Yushu in einem insgesamt zwar nur dünn besiedelten, abgelegenen und bergigen Gebiet des Bezirks in der Nähe der Grenze zum Autonomen Gebiet Tibet, doch in relativ unmittelbarer Nähe zum größten Ort und Siedlungszentrum dieser Region. Die Erdbebenregion erstreckt sich in einer Höhe von durchschnittlich 4000 m über dem Meeresspiegel, während sich die zu 80–90 % zerstörte Großgemeinde Gyêgu auf durchschnittlich 3800 m Höhe ausbreitet.
Bereits Ende April 2010 wurde bekannt gegeben, dass die Stadt mit Mitteln der Zentralregierung innerhalb von drei Jahren als eine „Ecotourist City“ wieder aufgebaut werden soll. Dazu wurde vom Staatsrat für die erste Wiederaufbau-Phase, die begleitende Versorgungsmaßnahmen mit provisorischen Wohnbauten vorsieht, bis Ende des Jahres 2010 eine Summe von über 10 Milliarden Yuan bereitgestellt. Insgesamt ist etwa die dreifache Summe vorgesehen.

## Tektonischer Überblick

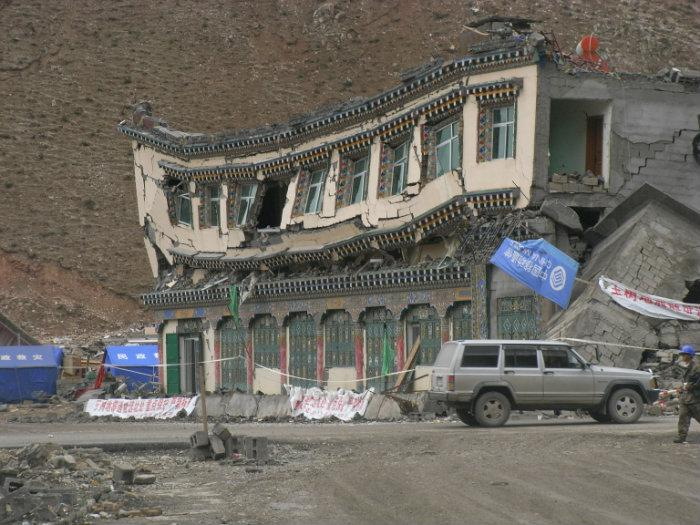
Erdbebenruine in Gyêgu

Das Erdbeben vom 13. April 2010 im Süden der Provinz Qinghai ereignete sich aufgrund einer Blattverschiebung in der tektonisch komplexen Region des östlichen Hochlands von Tibet. Das Epizentrum lag einige hundert Kilometer nördlich der konvergierenden Plattengrenze von Indischer und Eurasischer Platte, an der sich die Indische Platte relativ mit einer Geschwindigkeit von etwa 46 mm pro Jahr gegen die Eurasische Platte nordwärts schiebt. Diese Konvergenz führt zur Hebung des Himalaya mit einer Rate von etwa 10 mm jährlich und des Hochlands von Tibet, das eine äußerst breite Region verdickter und gehobener Erdkruste bildet und eine Höhe von bis zu 5000 m über dem Meeresspiegel erreicht.
In der Region des Erdbebens vom 13. April dehnt und schiebt sich das Hochland ost-südostwärts, innerhalb des größeren Umfeldes, das allgemein in Nord-Süd-Richtung konvergiert. Aufgrund der Lage, der Tiefe und dem Momentum des Ereignisses spiegelt das Erdbeben wahrscheinlich ein Wechselspiel zwischen diesen tektonischen Hauptkräften wider, die an dieser Stelle durch eine südostwärts gerichtete Schiebung dominiert wird. Die Ostwärtsbewegung des Hochlands von Tibet in Bezug auf das nördlich davon gelegene Eurasien wird teilweise durch die großen innerkontinentalen Blattverschiebungen in Altun und Kunlun aufgenommen. Mehrere große historische Erdbebenereignissen haben sich an der Kunlun-Verwerfung ereignet, die etwa 300 km nördlich des Erdbebens vom 13. April in Ost-West-Richtung verläuft.
Das Yushu-Erdbeben vom 13. April ist eines der größten dokumentierten Erdbeben im Umkreis von einigen hundert Kilometern. Ein Erdbeben in der Nähe erreichte eine Magnitude von etwa 6,5 und führte zum Tod von über 300 Personen. Das Sichuan-Erdbeben vom 12. Mai 2008 mit der Magnitude Mw 7,9 hatte sein Zentrum am Rand des Hochlands von Tibet, ganz im Unterschied zu dem Yushu-Erdbeben vom 13. April 2010, das sich im Zentrum des Hochlandes ereignete.

## Auswirkungen
Nach der PAGER-Analyse des USGS erreichte im Zentrum des Erdbebens die Intensität die Stufe X (vernichtend) auf der Modifizierten Mercalliskala.

## Belege
1. 1 2  Magnitude 6.9 - SOUTHERN QINGHAI, CHINA. United States Geological Survey, 13. April 2010, archiviert vom Original am 17. April 2010; abgerufen am 14. April 2010 (englisch).
2. 1 2   About 400 dead, 10,000 injured in 7.1-magnitude quake in China's Qinghai, Xinhua, 14. April 2010 (englisch).
3. ↑  Xinhua: NW China's quake-jolted Yushu records 1,206 aftershocks (Memento vom 24. März 2012 im Internet Archive), 19. April 2010.
4. ↑  People’s Daily Online: China puts final death toll from Qinghai quake at 2,698
5. ↑  Xinhua: Death toll rises to 2,039 in NW China quake (Memento vom 25. April 2010 im Internet Archive), 20. April 2010.
6. ↑  Michael Bristow:  China earthquake kills hundreds in Qinghai In: BBC World, British Broadcasting Corporation, 14. April 2010 (englisch).
7. ↑  Yushu Earthquake Relief:  Yushu Update Information as of 16 April 12:24am local time 4/16  (Memento vom 21. April 2010 im Internet Archive) (abgerufen am 16. April 2010)
8. ↑  China Fact Tours: The Post-Seismic Yushu - An Eco-Tourism City To Be (Memento vom 15. Oktober 2012 im Internet Archive), 26. April 2010. - China Briefing: State Council Notice Supporting Post-Earthquake Reconstruction in Yushu, 31. Mai 2010
9. ↑  
China Daily: Yushu reconstruction to be finished in 3 yrs.
10. ↑  Chinese Government's Official Web Portal: China to start Yushu quake reconstruction (Memento des Originals vom 26. Februar 2016 im Internet Archive)  Info: Der Archivlink wurde automatisch eingesetzt und noch nicht geprüft. Bitte prüfe Original- und Archivlink gemäß Anleitung und entferne dann diesen Hinweis.
11. 1 2 3  Magnitude 6.9 - SOUTHERN QINGHAI, CHINA Earthquake Summary. United States Geological Survey, 14. April 2010, archiviert vom Original am 17. April 2010; abgerufen am 14. April 2010 (englisch).